# Sebastian Kłosiński
Sebastian Kłosiński (ur. 4 sierpnia 1992 w Warszawie) – polski łyżwiarz szybki. Uczestnik igrzysk olimpijskich w 2018.
Rozpoczął jazdę na łyżwach w 2002. Należy do KS Orzeł Elbląg. Studiował wychowanie fizyczne w Wyższej Szkole Wychowania Fizycznego i Turystyki w Białymstoku.

## Wyniki
- igrzyska olimpijskie
  - Pjongczang 2018:
    - 1000 m – 17. miejsce
- Mistrzostwa Świata
  - Changchun
    - 1000m - 4. miejsce
    - wielobój sprinterski - 13. miejsce

  - Gangneung 2017
    - 1000 m - dyskwalifikacja

  - Calgary 2017
    - wielobój sprinterski - 22. miejsce
- Puchar Świata
  - Heerenveen 2017
    - sprint drużynowy - 3. miejsce

  - Mińsk 2018
    - sprint drużynowy - 2. miejsce
- Mistrzostwa Europy
  - Heerenveen 2017
    - wielobój sprinterski - 10. miejsce

  - Kołomna 2018
    - 500 m - 14. miejsce
    - 1000 m - 9. miejsce
    - sprint drużynowy - 3. miejsce